# とろサーモン・SODの桃色製作所
『とろサーモン・SODの桃色製作所』（とろサーモン・エスオーディのももいろせいさくしょ）は、ラジオ大阪で2009年4月10日から2010年4月2日までの間、金曜日の24:30 - 25:00に放送されていたラジオ番組である。スポンサーは、ソフトオンデマンド。

## 概要
とろサーモンとソフトオンデマンドのプロデューサー林竜太朗が世の中にあふれる性の疑問に徹底的に答える番組。
番組ではAV女優をはじめとする多彩なゲストが出演していた。後期はソフトオンデマンドだけではなく、北都系のゲストなども来ており、メーカーの垣根を越えた番組展開となっていた。
AVのアイデアについて語る「桃色プロジェクト」というコーナーがあり、リスナーからのアイデアでマジックミラー号のプラモデルが発売されることになった。

## 出演者・スタッフ
パーソナリティ
- とろサーモン
- 林竜太朗（ソフトオンデマンドプロデューサー）

スタッフ
- ディレクター：田所健太郎
- 構成作家：西川栄二
- プロデューサー：石田豊

## 前身番組
- 範田紗々・とろサーモンの桃色工務店

## 主なゲスト
- 2009年4月17日：Hitomi
- 2009年4月24日：北島玲
- 2009年5月1日：佐伯奈々
- 2009年5月8日：超熟女女優3名（志賀美里、諏訪和泉、荒木すみれ）[1]
- 2009年5月15日：原紗央莉
- 2009年5月22日：月野姫
- 2009年5月29日：板垣あずさ
- 2009年6月5日：くりまり（栗まり）
- 2009年6月12日：鈴木杏里
- 2009年6月19日：長澤つぐみ、結城リナ
- 2009年6月26日：梅宮リナ、望月優那
- 2009年7月3日：菅原ちえ（ソフト・オン・デマンド代表）
- 2009年7月10日：かすみ果穂、桜井ゆうこ
- 2009年7月17日：佐伯奈々、澄川ロア
- 2009年7月24日：倖田李梨
- 2009年7月31日：つのだまいこ
- 2009年8月7日：あいださくら
- 2009年8月14日：田淵正浩
- 2009年8月21日：光月夜也
- 2009年8月28日：Keita★No.1
- 2009年9月4日：浜崎りお
- 2009年9月11日：SODアートワークスでモザイク処理をするスタッフ2名（モザイクガールズ）
- 2009年9月18日：RIO
- 2009年9月25日：新保英之
- 2009年10月2日：つぼみ
- 2009年10月9日：妃乃ひかり
- 2009年10月16日：「AV女優が本気で婚活企画」出演者
- 2009年10月23日：二上タカシ
- 2009年10月30日：周防ゆきこ
- 2009年11月6日：葛西大祐（SODクリエイト代表）
- 2009年11月13日：神崎玲於奈（神崎レオナ）[1]
- 2009年11月20日：清水健（シミケン）
- 2009年11月27日：北条麻妃
- 2009年12月4日：GORI
- 2009年12月11日：まりか
- 2009年12月18日：CHAIN宗
- 2009年12月25日：麻美ゆま
- 2010年1月1日：範田紗々
- 2010年1月8日：吉村卓
- 2010年1月15日：桜木凛
- 2010年1月22日：蒼井そら
- 2010年1月29日：南☆波王
- 2010年2月5日：みひろ　※村田不在
- 2010年2月12日：本田教仁　※村田不在
- 2010年2月19日：RUMIKA
- 2010年2月26日：鈴木一徹
- 2010年3月5日：森下くるみ
- 2010年3月12日：豊田薫[2]
- 2010年3月19日：しおり
- 2010年3月26日：なし
- 2010年4月2日：なし